# Rolf Groven
Rolf Groven (Romsdal, 11 marzo 1943 – Oslo, 26 marzo 2025) è stato un pittore norvegese, conosciuto per le sue raffigurazioni satiriche in stile figurativo.

## Biografia
Groven nacque a Romsdal, vicino Molde, durante la seconda guerra mondiale, e studiò architettura e urbanistica all'università di Manchester e all'Istituto norvegese della tecnologia (NTH, adesso una parte dell'NTNU). In seguito ha studiato arte alla Scuola d'Arte di Trondheim. 
In seguito ad una breve parentesi di lavoro come architetto (1972-76) si è dedicato alle arti visive.
Per Groven l'arte è uno strumento politico, tra i suoi temi vi sono spesso fenomeni contemporanei raffigurati in chiave satirica o critica.
Tra i suoi temi vi sono quello dello sviluppo sostenibile, negli anni settanta Groven dipinse alcune opere sulla conservazione della natura e sulla paura della nuova politica economica norvegese che puntava molto all'esportazione del petrolio e la paura del conseguente aumento dell'inquinamento atmosferico. Anche il tema dell'energia nucleare e dei suoi pericoli è presente fra le sue opere. 
Un altro tema è quello dell'Unione europea: i suoi dipinti divennero infatti dei simboli contro l'adesione nei due referendum per l'ingresso nell'Unione. 
Altri temi sono il pacifismo, la religione ma anche paesaggi di 
Romsdal e delle isole Lofoten.
Nell'opera Oljeferden i Hardanger (1975) riprende il paesaggio del quadro di Tidemand e Gude Brudeferd i Hardanger rielaborandolo con elementi contemporanei come provocazione contro l'inquinamento.
Sue opere sono presenti in diversi musei tra i quali la Galleria nazionale a Oslo.
L'arte di Groven è influenzata da pittori quali Rembrandt, Käthe Kollwitz, e da alcuni artisti norvegesi come Adolph Tidemand, Hans Gude, Johan Christian Dahl, Christian Krohg e il caricaturista contemporaneo Finn Graff.